# En plein vol
Pour le film, voir En plein vol (film).
Albums de Miro
La Voix du vaurien
(2001) Le Vainqueur jaloux
(2007)
En plein vol est le second album studio de l'auteur-compositeur-interprète français Miro, sorti en 2003.

## Liste des titres
Toutes les chansons sont écrites et composées par Miro.
| 1.    | En plein vol                  | 3:48 |
| 2.    | Normalement (le mal est fait) | 7:14 |
| 3.    | Derrière la mountain (Part 1) | 4:51 |
| 4.    | Holy Wood (Part 1)            | 1:52 |
| 5.    | Anna/grammes                  | 4:41 |
| 6.    | Murder                        | 5:28 |
| 7.    | Advertising                   | 1:50 |
| 8.    | On s'entend pas               | 3:42 |
| 9.    | Rêve de rose (feat. Tryo)     | 4:14 |
| 10.   | À la folie                    | 4:38 |
| 11.   | Sortez                        | 3:00 |
| 12.   | Pas mieux                     | 5:11 |
| 13.   | Edgar                         | 4:28 |
| 14.   | Corruption                    | 2:52 |
| 15.   | Jamais rien ne veut           | 3:15 |
| 16.   | [...]                         | 0:31 |
| 17.   | Pas pire                      | 2:56 |
| 18.   | Holy Wood (Part 2)            | 4:51 |
| 19.   | Back in the Mountain (Part 2) | 3:20 |
| 72:42 |                               |      |